# Municipio de Hiddenwood
El municipio de Hiddenwood (en inglés: Hiddenwood Township) es un municipio ubicado en el condado de Ward en el estado estadounidense de Dakota del Norte. En el año 2010 tenía una población de 24 habitantes y una densidad poblacional de 0,26 personas por km².

## Geografía
El municipio de Hiddenwood se encuentra ubicado en las coordenadas 47°53′55″N 101°47′49″O / 47.89861, -101.79694. Según la Oficina del Censo de los Estados Unidos, el municipio tiene una superficie total de 93.02 km², de la cual 91,6 km² corresponden a tierra firme y (1,53 %) 1,42 km² es agua.

## Demografía
Según el censo de 2010, había 24 personas residiendo en el municipio de Hiddenwood. La densidad de población era de 0,26 hab./km². De los 24 habitantes, el municipio de Hiddenwood estaba compuesto por el 100 % blancos. Del total de la población el 0 % eran hispanos o latinos de cualquier raza.